# السيد تقي الدين محمد
السيد تقي الدين محمد بهاكري (مواليد جونسي [الإنجليزية] بمنطقة الله أباد، في الهند عام 720 هـ الموافق 1320 م). في حياته المبكرة اكتسب معرفة الشريعة والطريقة من والده علي مرتضى البيباني، الذي كان صوفيًا من الطريقة السهروردية. غادر السيد تقي الدين إلى بخارى (فيما يعرف الآن بأوزبكستان) بحثًا عن المعرفة والتعليم العالي. وأقام هناك اثنتي عشرة سنة وتعلم على يد السيد محمد بهكاري. فتزوج من ابنة السيد محمد بكاري. ثم عاد تقي الدين إلى بلدته الأم جونسي [الإنجليزية] وبدأ في نشر رسالة الإسلام. توفي عن عمر يناهز 64 أو 65 عامًا في 7 ذي الحجة 785 هـ (31 يناير 1384) ويقع ضريحه في جونسي (10 كم من الله أباد).

## قراءة إضافية
- منبع الأنساب [الإنجليزية] بقلم شاه معين الحق [6]
- تحرير المعتمد في حالة المرشد، تأليف الحاج الرومي (خليفة الشيخ تقي)